# Салвадор на Светском првенству у атлетици у дворани 2016.
Салвадор је петнаести пут учествовао на 16. Светском првенству у атлетици у дворани 2016. одржаном у Портланду од 17. до 20. марта. Репрезентацију Салвадора представљао је један такмичар, који се такмичио у трци на 400 метара.,
На овом првенству такмичар Салвадора није освојио ниједну медаљу нити је остварио неки резултат.

## Учесници
Мушкарци:
- Хорхе Еразо — 400 м

## Резултати

### Мушкарци
| Атлетичар   | Дисциплина | Лични рекорд | Квалификације | Квалификације | Полуфинале           | Полуфинале           | Финале               | Финале       | Детаљи |
| Атлетичар   | Дисциплина | Лични рекорд | Резултат      | Место         | Резултат             | Место                | Резултат             | Место        | Детаљи |
| ----------- | ---------- | ------------ | ------------- | ------------- | -------------------- | -------------------- | -------------------- | ------------ | ------ |
| Хорхе Еразо | 400 м      | 48,65        | 40,66         | 5. у гр. 1    | Није се квалификовао | Није се квалификовао | Није се квалификовао | 24 / 26 (30) |        |